# Епархия Санта-Роса-де-Копана

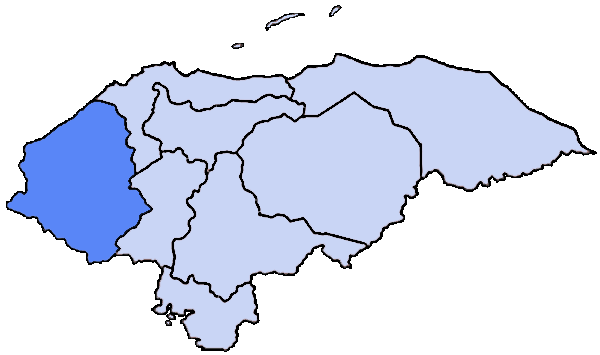
Епархия Санта-Роса-де-Копана на карте Гондураса

Епархия Санта-Роса-де-Копана (лат. Dioecesis Sanctae Rosae de Copán) — епархия Римско-католической Ццеркви с центром в городе Санта-Роса-де-Копан, Гондурас. Епархия Санта-Роса-де-Копана входит в митрополию Сан-Педро-Сулы. Кафедральным собором епархии Санта-Роса-де-Копана является церковь святой Розы.

## История
2 февраля 1916 года Святой Престол учредил епархию Санта-Роса-де-Копана, выделив её из архиепархии Тегусигальпы.

## Ординарии епархии
- епископ Claudio María Volio y Jiménez (2.02.1916 — 12.11.1926);
- епископ Angel Maria Navarro (17.12.1928 — † 31.07.1951);
- епископ Carlos Luis Geromini (20.04.1952 — 23.05.1958);
- епископ Héctor Enrique Santos Hernández, S.D.B.[1] (12.09.1958 — 18.05.1962) — назначен архиепископом Тегусигальпы;
- епископ José Carranza Chévez (10.06.1962 — † 17.07.1980);
- епископ Luis Alfonso Santos Villeda, S.D.B. (27.01.1984 — 7.11.2011);
- епископ Darwin Rudy Andino Ramírez, C.R.S. (7.11.2011 — 12.12.2024, в отставке);
- епископ Héctor David García Osorio (3.07.2025 — по настоящее время).

## Источник
- Annuario Pontificio, Libreria Editrice Vaticana, Città del Vaticano, 2003, ISBN 88-209-7422-3